# 산업연구원
산업연구원(産業硏究會, Korea Institute for Industrial Economics & Trade, KIET)은 국내외의 산업·기술과 관련된 실물 경제의 동향과 정보를 신속히 수집·조사하고 연구하여 국가의 정책수립과 경제발전에 이바지하고, 연구성과를 널리 활용하게 함으로써 기업의 생산성과 국제 경쟁력 향상에 기여함을 목적으로 1976년 1월 설립된 정부출연연구기관이다. 국무총리(국무조정실) 산하 경제인문사회연구회 소관 연구기관이다. 세종특별자치시 시청대로 370 나라키움 세종국책연구단지 경제정책동 8~12층에 위치하고 있다.

## 연혁
- 1976년 중동문제연구소 설립
- 1982년 한국과학기술정보센터와 통합
- 1984년 산업연구원으로 개칭
- 1991년 부설 산업기술정보센터 분리

## 조직

### 산업연구원장
- 감사(비상근)
  - 감사실

### 부원장
- 연구조정위원회
- 연구심의위원회
- 연구기획위원회
- 대외협력실
- 북경지원

성장동력산업연구본부
- 시스템산업실
- 소재산업실
- 신산업실

서비스산업연구본부
- 서비스R&D정책센터

산업정책연구본부
- 혁신성장정책실
- 산업고용정책실

중소벤처기업연구본부
산업통상연구본부
- 통상정책실
- 동북아산업실
- 신남방산업실

동향·통계분석본부
- 동향분석실

국가균형발전연구센터
- 지역정책실
- 지역산업·입지실

방위산업연구센터
기획조정본부
- 경영기획실
- 경영지원실
- 지식정보실
- 예산팀